# Aspidoras belenos
Espèce
Aspidoras belenos est une espèce de poissons-chats de la famille des callichthyidés. Il est originaire des rios das Mortes et Araguaia au Brésil.

## Description
Les spécimens sauvages mesurent au maximum 2,8 centimètres tant pour les mâles que pour les femelles.

## Aquariophilie
Les conditions favorables pour sa maintenance est un pH allant de 6,0 à 7,0. Il supporte un dH pouvant monter jusqu'à 15°. La température variera de 22 à 24 °C[réf. nécessaire].